# اندیس شمال علی شیخ
شمال علی شیخ یک اندیس فلزی است که در حوالی شهر خوی استان آذربایجان غربی قرار دارد و مادهٔ معدنی موجود در آن، مس است.سنگ میزبان این اندیس ولکانیک‌های زیر دریایی است و دیرینگی آن به دوران کرتاسه بالایی می‌رسد. در این اندیس، پاراژنز‌های پیریت، کوولیت، بورنیت، کلریت، اپیدوت، کلیست، سیلیس یافت می‌شوند.